# 조태채
조태채(趙泰采, 1660년~1722년 11월 12일)은 조선의 문신이다. 자는 유량(幼亮), 호는 이우당(二憂堂), 시호는 충익(忠翼), 본관은 양주이다.

## 생애
숙종 때 문과에 급제하여 지평, 정언, 부수찬, 수찬, 검토관, 교리, 부교리, 지평을 거쳐 부수찬, 부교리, 시독관, 수찬을 지내고 다시 수찬, 부교리, 교리, 강관, 검토관, 문학, 부수찬, 정언을 두루 지내고 이조좌랑과 헌납을 거쳐 승지가 되고 참찬관을 겸하다가 다시 동부승지, 대사간을 거쳐 이조참판으로 승진, 대사헌, 도승지, 이조참판을 두루 지내고 평안도관찰사를 거쳐 대사헌, 호조판서, 한성부판윤, 공조판서, 병조판서, 판의금부사, 수어사, 이조판서, 예조판서, 동지성균관사, 사복시제조, 좌참찬, 지경연사를 지내고 다시 병조판서, 판의금부사, 공조판서, 이조판서 등을 거쳐 우의정에 이르렀다. 
1713년 지중추 부사로 있을 때 청나라에 다녀왔다. 노론 4대신의 한 사람으로 경종 즉위 후 연잉군(후의 영조)을 세제로 책봉하는 데 소론파와 대립하여 뜻을 이루지 못하고 진도로 유배되었다가 사약을 받고 서거했다. 저서로 《이우당집》이 있다.

## 가족 관계
- 증조부 : 조존성(趙存性)
  - 조부 : 조계원(趙啓遠) - 이항복의 문인, 형조판서
  - 조모 : 평산 신씨 - 영의정 신흠의 딸, 선조의 부마 신익성의 누이
    - 숙부 : 조가석(趙嘉錫)
      - 사촌 : 조태억(趙泰億) - 주서 심귀서(沈龜瑞, 인조반정 정사공신 1등 공조참판 청운군 심명세의 손자, 여주목사 심추의 아들)의 사위, 좌의정(소론)

    - 숙부 : 조사석(趙師錫) - 좌의정(소론)
      - 사촌 : 조태로(趙泰老)
      - 사촌 : 조태구(趙泰耉) - 영의정(소론)
      - 사촌 : 조태기(趙泰耆) - 해주목사 심익상(沈益相, 영의정 심지원의 아들, 풍덕부사 심익선의 동생, 효종의 부마 청평도위 심익현의 형)의 사위

    - 아버지 : 조희석(趙禧錫) - 괴산군수
    - 어머니 : 수원 백씨 - 백홍일(白弘一)의 딸
      - 부인 : 청송 심씨 - 풍덕부사 심익선(沈益善)의 딸, 영의정 심지원(沈之源)의 손녀, 효종의 부마 청평도위 심익현(靑平都尉 沈益顯)의 조카
        - 아들 : 조정빈(趙鼎彬) → 고종때의 정승 조두순의 고조부
        - 아들 : 조관빈(趙觀彬) → 한진그룹의 창업주인 조중훈의 7대조, 형조판서, 문형
          - 손자 : 조영경(趙榮慶)

## 같이 보기
- 조사석
- 조선 숙종
- 인현왕후
- 숙빈 최씨
- 숙안공주
- 민진후
- 김춘택
- 최효원